# كهف ثام نون
ثام نون هو كهف يقع شمال فانج فينج، لاوس. يقع الكهف بالقرب من نهر نام سونغ. 